# Wikou
Wikou (biał. Вікоў; ros. Виков, Wikow; hist. Wyków) – wieś na Białorusi, w rejonie rohaczowskim obwodu homelskiego, około 4,5 km na wschód od Rohaczowa.

## Historia
Rodzina Wykowskich otrzymała w województwie mścisławskim w XVI wieku duże nadania ziemi wzdłuż Dniepru. Jeden z Wykowskich założył tam osadę, którą nazwał Wykowem. Wykowscy mieszkali również w Anielinie. Po I rozbiorze Polski w 1772 roku dobra te, wcześniej należące do  Rzeczypospolitej, znalazły się na terenie Imperium Rosyjskiego. Ostatnim właścicielem był Aleksander (?) Wykowski.
W latach 80./90. XIX wieku we wsi znajdowały się smolarnia, terpentyniarnia i stajnia zarodowa.
Od 1917 roku Wyków znalazł się w ZSRR. Wieś była opuszczona, w latach 20. ponownie zasiedlona przez przybyszów z sąsiednich wsi. W 1931 roku ruszył tu kołchoz, w 1959 roku działał kołchoz „Nowa Droga” z siedzibą w Zbarou (Zborowie).
Od 1991 roku wieś znajduje się na Białorusi.

## Dawny dwór
Aleksander Wykowski mieszkał w pięknym, murowanym, klasycystycznym dworze położonym na wysokim brzegu Dniepru. Czterokolumnowy portyk zdobił frontową elewację. Centralna część dworu była piętrowa, podczas gdy skrzydła były parterowe. 
Zachowała się również fotografia przedstawiająca rodzinny cmentarz w Wykowie z kilkoma grobami i klasycystyczną kaplicą, stylem dostosowaną do architektury dworu.
Majątek w Wykowie został opisany przez Romana Aftanazego w 1. tomie Dziejów rezydencji na dawnych kresach Rzeczypospolitej (województwo mścisławskie). Na mapie załączonej do tego tomu nie ma Wykowa. W adnotacji do mapy przy uzasadnieniu brak majątku na mapie, napisano, że: „wg innych informacji: [opisywany majątek znajduje się] koło Bychowa nad Dnieprem”.